# Yona – Prinzessin der Morgendämmerung/Episodenliste
Yona – Prinzessin der Morgendämmerung (japanisch 暁のヨナ Akatsuki no Yona, deutsch ‚Yona des Morgengrauens‘) ist eine Anime-Serie, die am 7. Oktober 2014 auf AT-X ausgestrahlt wurde. Diese Episodenliste enthält alle Episoden, sortiert nach der Erstausstrahlung.
In Deutschland wurde die Anime-Serie von KSM Anime lizenziert.

## Staffel 1
| Nr. | Deutscher Titel                               | Originaltitel                                  | Erstausstrahlung Japan |
| --- | --------------------------------------------- | ---------------------------------------------- | ---------------------- |
| 1   | Prinzessin Yona                               | 王女ヨナ (Ōjo Yona)                            | 7. Okt. 2014           |
| 2   | Zerrissene Bande                              | ちぎれた絆 (Chigireta Kizuna)                  | 14. Okt. 2014          |
| 3   | Der ferne Himmel                              | 遠い空 (Tōi Sora)                              | 21. Okt. 2014          |
| 4   | Der Windclan                                  | 風の部族 (Kaze no Buzoku)                      | 28. Okt. 2014          |
| 5   | Heulen                                        | 咆哮 (Hōkō)                                    | 4. Nov. 2014           |
| 6   | Rote Haare                                    | 紅い髪 (Akai Kami)                             | 11. Nov. 2014          |
| 7   | Der Wille de Götter                           | 天命 (Tenmei)                                  | 18. Nov. 2014          |
| 8   | Die ausgewählte Tür                           | 選んだ扉 (Eranda Tobira)                       | 25. Nov. 2014          |
| 9   | Schwankende Entschlossenheit                  | ふるえる覚悟 (Furueru Kakugo)                  | 2. Dez. 2014           |
| 10  | Hoffnung                                      | 待望 (Taibō)                                   | 9. Dez. 2014           |
| 11  | Die Klaue des Drachen                         | 龍の爪 (Ryū no Tsume)                          | 16. Dez. 2014          |
| 12  | Der Drache mit den verborgenen Augen          | 目隠しの龍 (Mekakushi no Ryū)                  | 23. Dez. 2014          |
| 13  | Das Echo der Angst                            | 反響する恐怖 (Hankyō Suru Kyōfu)               | 6. Jan. 2015           |
| 14  | Licht                                         | 光 (Hikari)                                    | 13. Jan. 2015          |
| 15  | Auf in ein neues Land                         | 新たな地へ (Aratana Chi e)                     | 20. Jan. 2015          |
| 16  | Kriegsspiel                                   | 戦ごっこ (Ikusa Gokko)                         | 27. Jan. 2015          |
| 17  | Awas Piraten                                  | 阿波の海賊 (Awa no Kaizoku)                    | 3. Feb. 2015           |
| 18  | Beziehungen                                   | 縁 (Enishi)                                    | 10. Feb. 2015          |
| 19  | Der Senjuso-Test                              | 千樹草の試し (Senjusō no Tameshi)              | 17. Feb. 2015          |
| 20  | Kette des Mutes                               | 勇気の連鎖 (Yuki no Rensa)                     | 24. Feb. 2015          |
| 21  | Feuerwerk                                     | 火花 (Hibana)                                  | 3. März 2015           |
| 22  | Die Nacht, in der Geschichte geschrieben wird | 歴史は夜作られる (Rekishi wa Yoru Tsukurareru) | 10. März 2015          |
| 23  | Morgen des Versprechens                       | 誓いの朝 (Chikai no Asa)                       | 17. März 2015          |
| 24  | Von nun an                                    | これから (Korekara)                            | 24. März 2015          |

## OVA
| Nr. | Deutscher Titel | Originaltitel                                                                             | Erstausstrahlung Japan |
| --- | --------------- | ----------------------------------------------------------------------------------------- | ---------------------- |
| 1   | —               | その背には (Sono Se ni wa)                                                                | 18. Sep. 2015          |
| 2   | —               | 黄龍ゼノ過去編 前編 「はじまりの龍」 (Kō Ryū Zeno Kako-hen Zenpen 'Kajimari no Ryū')      | 19. Aug. 2016          |
| 3   | —               | 黄龍ゼノ過去編 後編 「あかい星が昇る」 (Kō Ryū Zeno Kako-hen Kōhen 'Akai Hoshi ga Noboru) | 19. Dez. 2016          |
| 3.1 | —               | 「今日はおやすみ」 (Kyō wa Oyasumi)                                                       | 19. Dez. 2016          |